# Primula

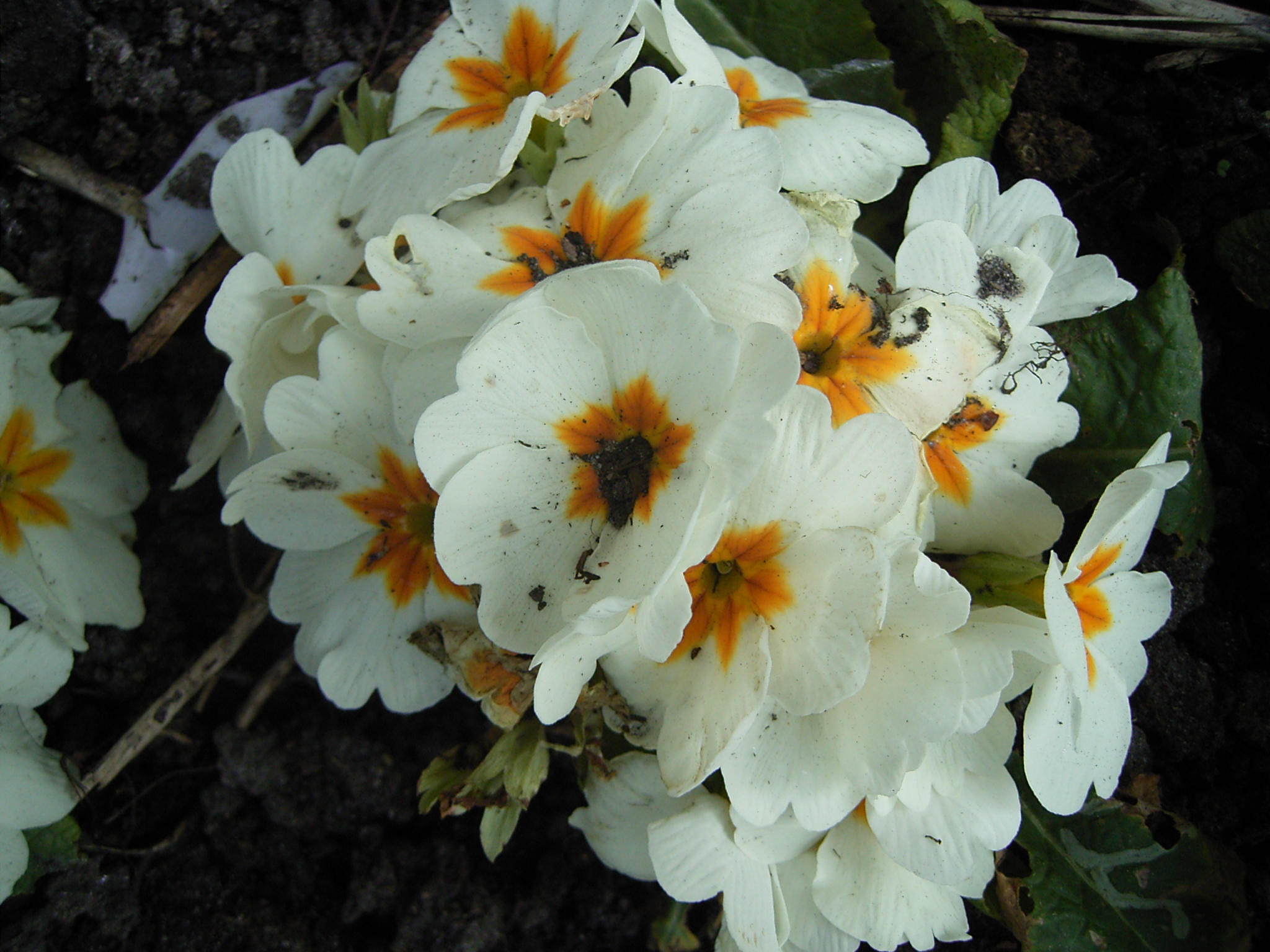
Uno de los numerosos cultivares de Primula

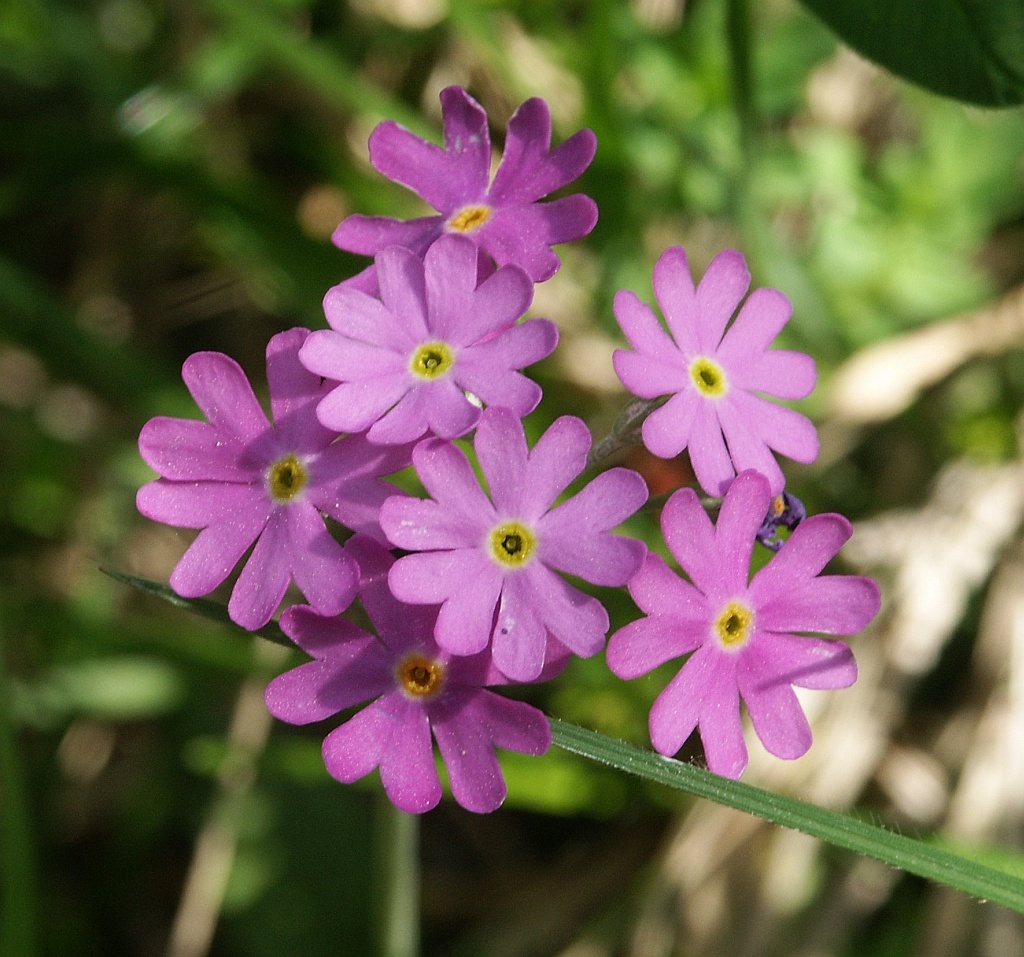
Primula farinosa flores

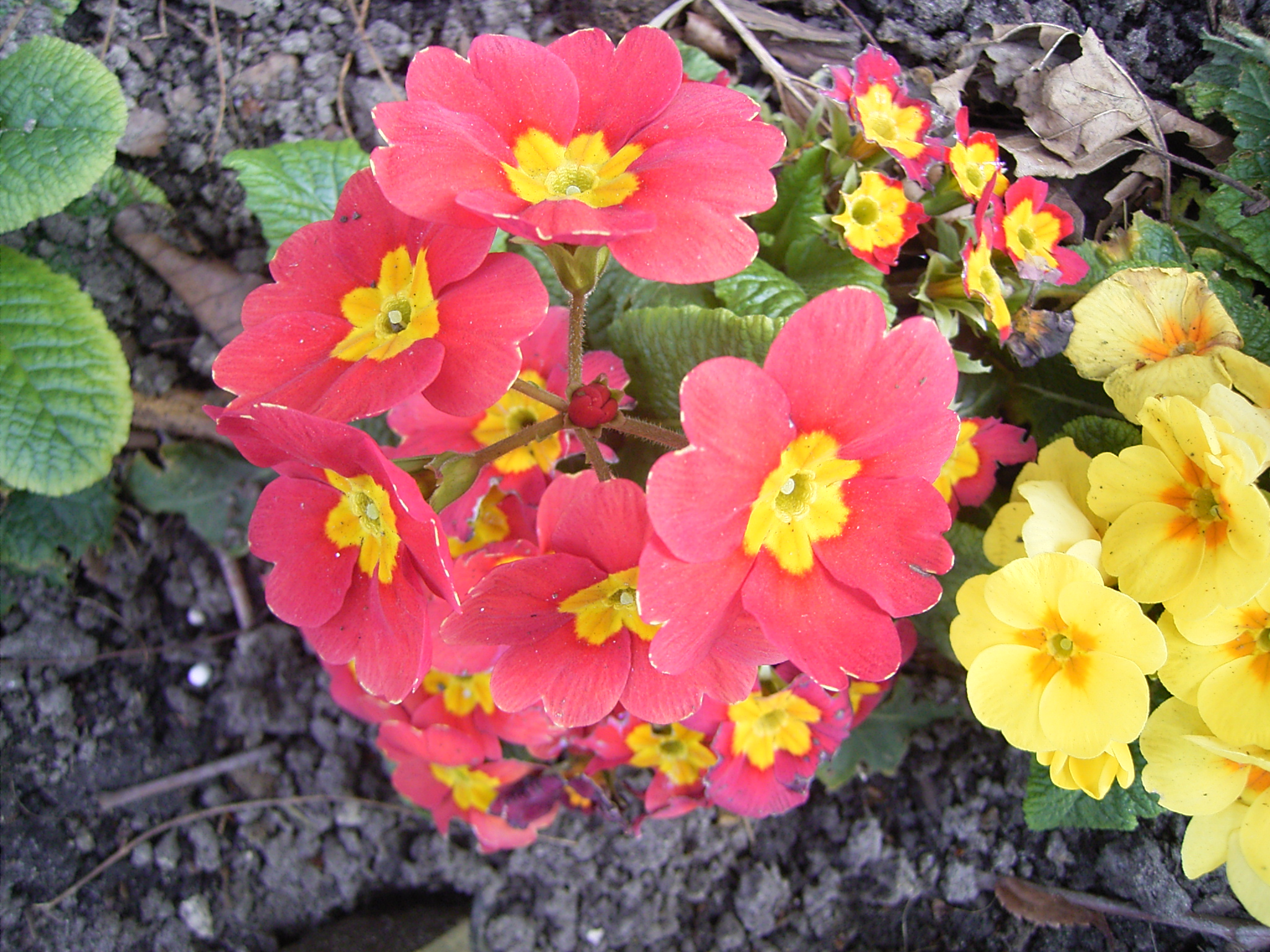
Híbrido cultivar de Primula

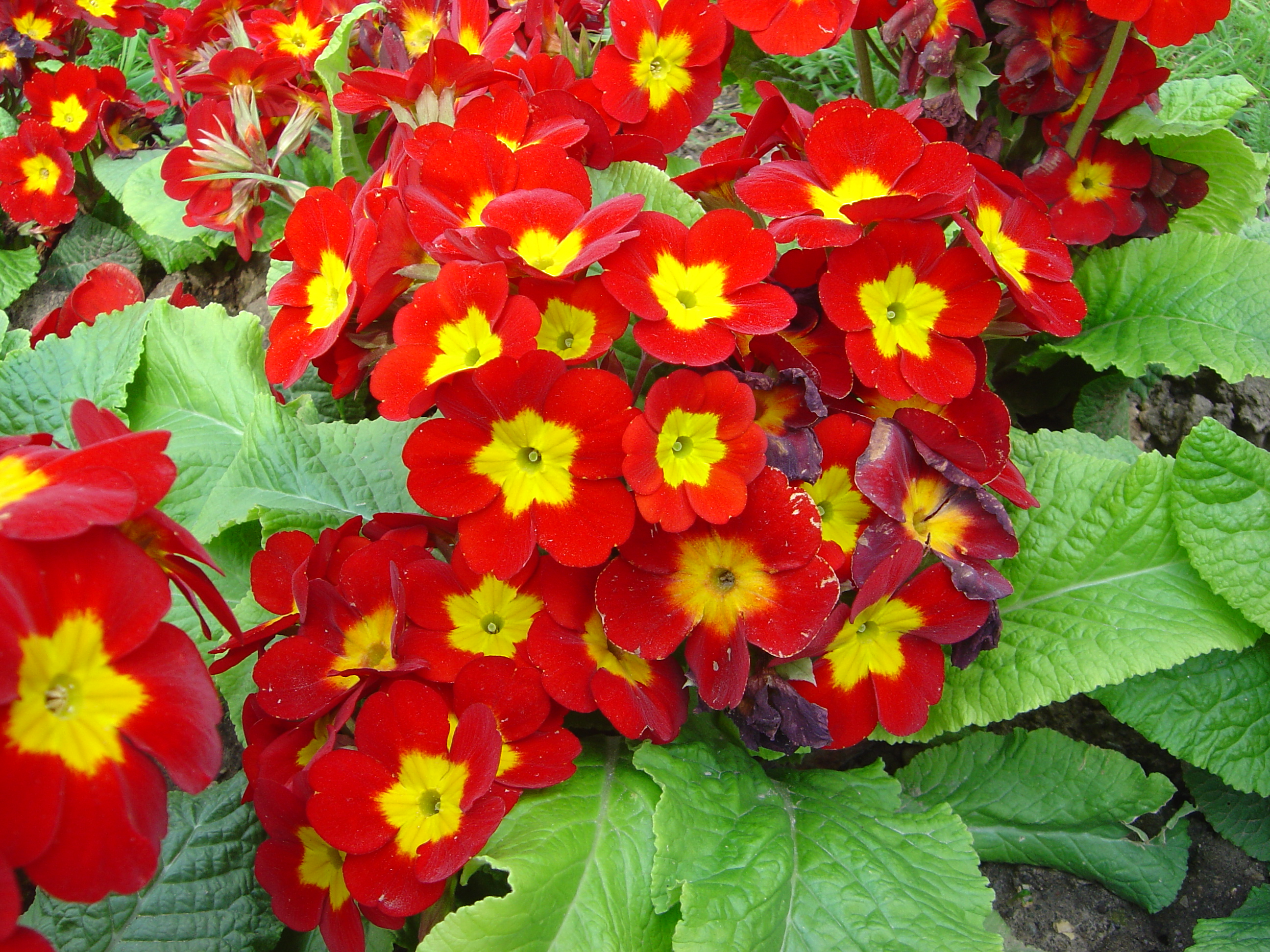
Primula elatior Crescendo rouge

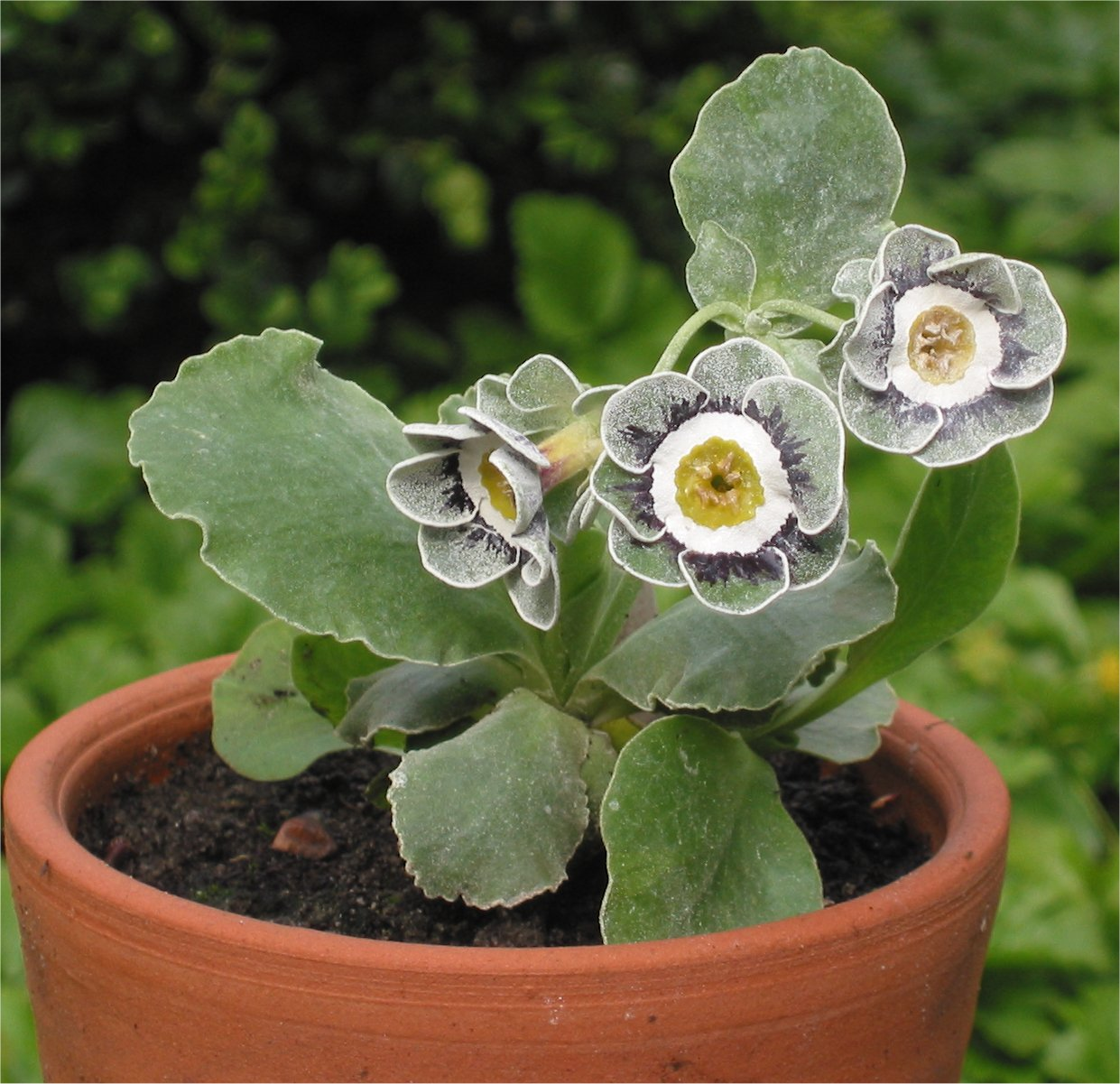
Primula auricula Aurikel

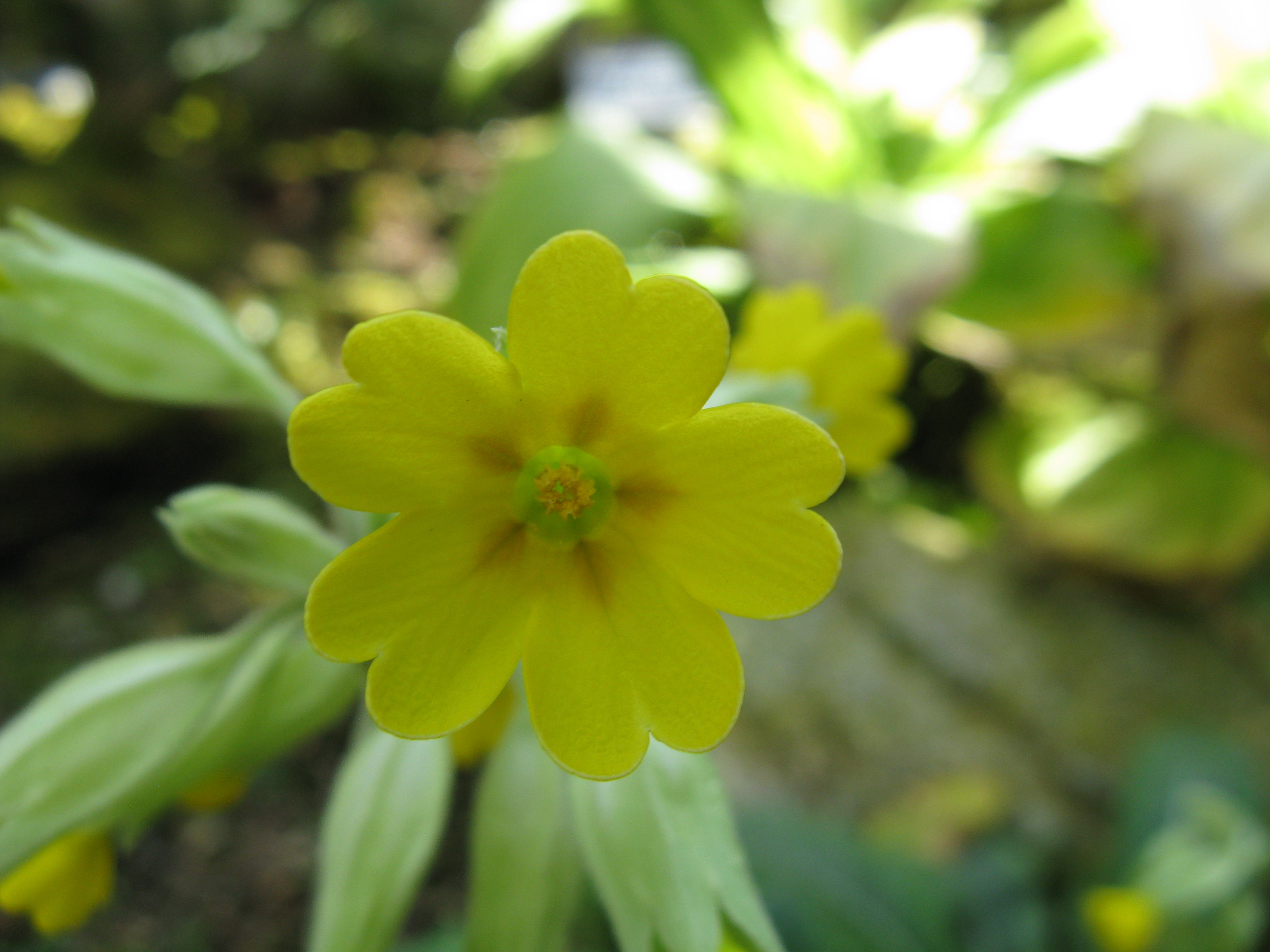
Primula verticillata

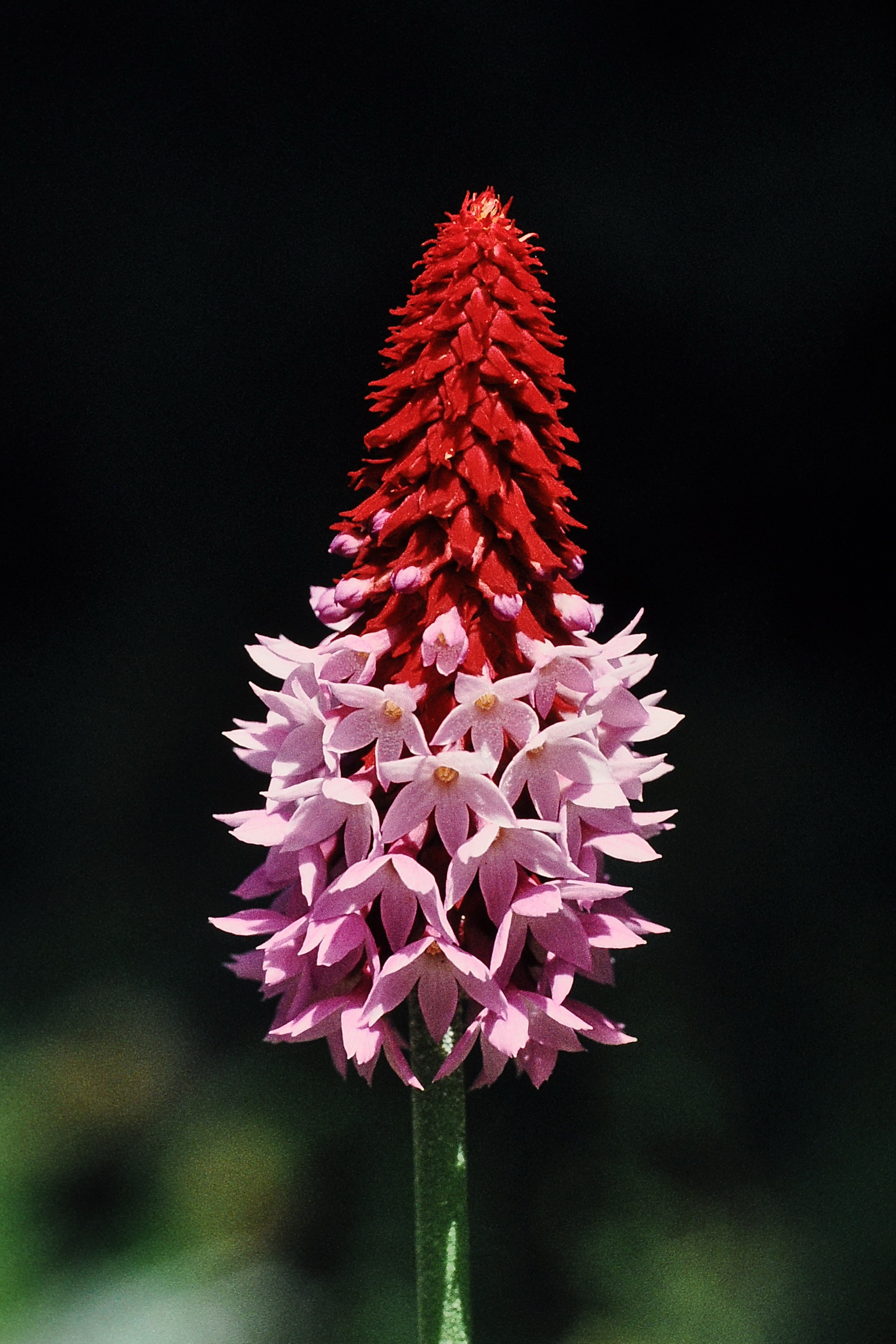
Primula vialii

Las prímulas (Primula spp.), también conocidas como primaveras o primaveras de jardín (por ser la primera en florecer), es un género de plantas de la familia de las primuláceas. Es una planta perenne de crecimiento bajo con alrededor de quinientas especies. Muchas de las especies de este género se dan espontáneamente en todo el hemisferio norte. No ha de confundirse con la onagra (Oenothera biennis).

## Descripción
Tiene abundante follaje, con hojas oblongas, dentadas y de textura rugosa de color verde amarillento y algo más claras en el envés. Algunas especies pueden alcanzar unos 40 cm de altura. Sus flores, de cinco pétalos nacen en el centro formado por el follaje y tienen distintos tamaños y tonalidades: rosa, violáceo, rojo o amarillo, con una mota central de distinto tono en algunas de las variedades. De ellas se desprende un suave aroma.
Se obtienen a partir de semillas que deben plantarse en otoño o primavera, floreciendo en invierno o verano, respectivamente.
Requiere de suelos bien abonados, preparado para plantas de flor, pero sin excesos. Debe tener buen drenaje de agua, pues el exceso de agua provoca que sus hojas tomen un color amarillento.
El sol en exceso, sobre todo durante el verano la perjudica, por lo que debe ubicársela a la semi-sombra, esto también la convierte en una buena planta para interiores luminosos. Es resistente a las temperaturas bajas pero no a las fuertes heladas.

## Principios activos
Las semillas de prímula contienen principalmente ácido linoleico y ácido gamma-linolénico, ambos ácidos grasos esenciales para nuestro organismo.
Los ácidos grasos esenciales en nuestro cuerpo: proporcionan energía, aíslan los nervios, colaboran en el mantenimiento de la temperatura corporal, forman parte de estructuras celulares y son vitales para el metabolismo. También, a partir de ellos se producen en el cuerpo unas moléculas muy importantes llamadas prostaglandinas.

## Usos medicinales
Para usos medicinales se recolectan los rizomas y las hojas, aunque las flores también se utilizan con aplicaciones calmantes. Las raíces se recolectan a principios de primavera, se lavan muy bien y luego se dejan secar directamente al sol. Las hojas se secan a la sombra, en un lugar aireado. Se conservan en frascos cerrados y sin humedad.
- Las infusiones, los cocimientos y los jarabes de rizoma de Primula veris tienen propiedades diuréticas, expectorantes y béquicas, aunque en menor medida una acción antiemética, tónica del sistema nervioso, antirreumática y antidiarreica.
- Típicamente se utiliza el rizoma fresco reducido a una pasta como emplasto calmante.

Los polvos secos del rizoma tienen propiedades estornudatorias.
- La decocción para uso externo de las hojas recogidas de abril a junio, tiene propiedades antirreumáticas, antiartríticas y curativas de la gota.
- La infusión y el jarabe de flores recogidas de abril a junio y apenas desecadas a la sombra, tienen propiedades sudoríficas, calmantes, anticonvulsivas, béquicas y pectorales.
- La infusión para uso tópico de flores sirve como emplasto antineurálgico.

Las hojas jóvenes consumidas frescas, crudas o cocidas, tienen una acción depurativa.

## Taxonomía

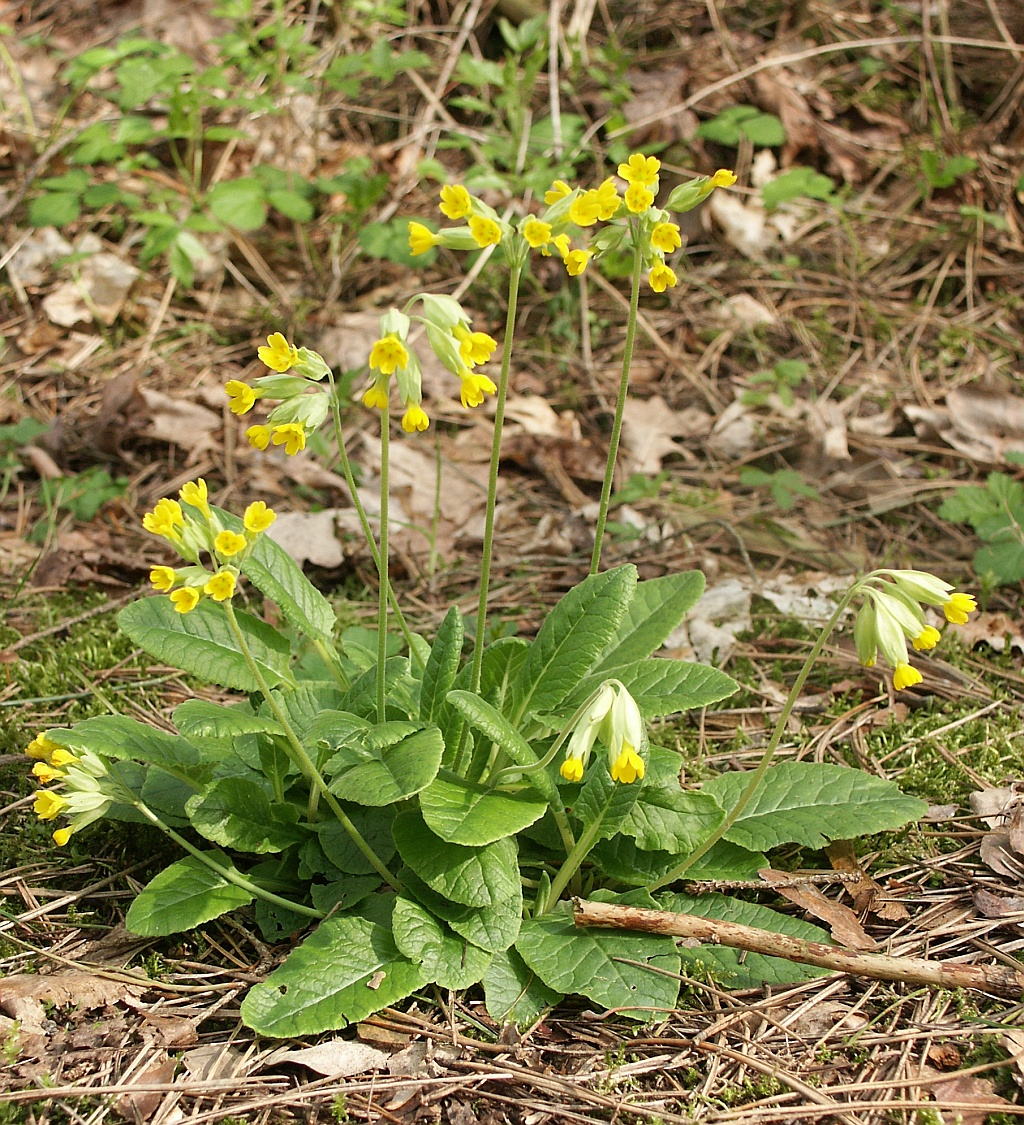
Primula veris

El género fue descrito por Carlos Linneo y publicado en Species Plantarum 1: 142–144. 1753.
Etimología
Primula: nombre genérico que proviene del latín primus o primulus = "primero", y refiriéndose a su temprana floración. En la época medieval, la margarita fue llamada primula veris o "primogénita de primavera".

## Especies
- Primula algida
- Primula allionii
- Primula alpicola
- Primula amoena
- Primula angustifolia (Primavera alpina)
- Primula anisodora
- Primula appenina
- Primula atrodentata
- Primula aurantiaca
- Primula aureata
- Primula auricula (Aurícula)
- Primula auriculata
- Primula beesiana
- Primula bellidifolia
- Primula boothii
- Primula bracteosa
- Primula bulleyana (Primavera candelabro)
- Primula burmanica
- Primula calderiana
- Primula capitata
- Primula capitellata
- Primula carniolica
- Primula cawdoriana
- Primula chionantha
- Primula chungensis
- Primula clarkei
- Primula clusiana
- Primula cockburniana
- Primula concholoba
- Primula cortusoides
- Primula cuneifolia
- Primula cusickiana
- Primula daonensis
- Primula darialica
- Primula denticulata
- Primula deorum
- Primula deuteronana
- Primula edgeworthii
- Primula elatior
- Primula ellisiae
- Primula erythrocarpa
- Primula farinosa
- Primula fedschenkoi
- Primula firmipes
- Primula flaccida
- Primula floribunda
- Primula florindae
- Primula forrestii
- Primula frondosa
- Primula gambeliana
- Primula geraniifolia
- Primula glaucescens
- Primula glomerata
- Primula glutinosa
- Primula gracillipes
- Primula griffithii
- Primula halleri
- Primula heucherifolia
- Primula hirsuta
- Primula hyacinthina
- Primula ianthina
- Primula incana
- Primula integrifolia
- Primula involucrata
- Primula ioessa
- Primula irregularis
- Primula japonica (Primavera japonesa)
- Primula jesoana
- Primula juliae
- Primula kisoana
- Primula kitaibeliana
- Primula latifolia
- Primula luteola
- Primula macrophylla
- Primula magellanica
- Primula malacoides
- Primula marginata
- Primula megaseifolia
- Primula melanops
- Primula mínima
- Primula mistassinica (Primavera Lago Mistassini)
- Primula modesta
- Primula mollis
- Primula muscarioides
- Primula nipponica
- Primula nivalis
- Primula nutans
- Primula obconica
- Primula palinuri
- Primula parryi
- Primula pedemontana
- Primula petiolaris
- Primula poissonii
- Primula polyneura
- Primula prolifera
- Primula pulverulenta
- Primula redolens
- Primula reidii
- Primula reinii
- Primula renifolia
- Primula reptans
- Primula reticulata
- Primula rosea
- Primula roxburghii
- Primula rusbyi
- Primula sapphirina
- Primula saxatilis
- Primula scandinavica (Primavera escandinava)
- Primula scapigera
- Primula scotica (Primavera de Escocia)
- Primula secundiflora
- Primula serratifolia
- Primula sibirica
- Primula sieboldii
- Primula sikkimensis
- Primula sinensis
- Primula sinopurpurea
- Primula soldanelloides
- Primula sonchifolia
- Primula spectabilis
- Primula specuicola
- Primula suffrutescens (Primavera de Sierra)
- Primula takedana
- Primula tanneri
- Primula tibetica
- Primula tschuktschorum
- Primula tyrolensis
- Primula veris (Hierba centella)
- Primula verticillata
- Primula vialii
- Primula villosa
- Primula vulgaris (Primavera)
- Primula waltonii
- Primula warshenewskiana
- Primula whitei
- Primula wilsonii
- Primula wollastonii
- Primula wulfeniana
- Primula yuparensis